# オー!ファーザー
『オー!ファーザー』（a family）は伊坂幸太郎による日本の小説作品。

## 概要
「父」が四人いる家庭で育った少年を主人公にしたサスペンス・コメディ作品。

## 登場人物
由紀夫
主人公。とある豪邸に住む高校2年生。学校ではバスケットボール部に所属。
多恵子
由紀夫のクラスメイト。ソフトボール部に所属。
悟
大学教師。由紀夫にとっては家庭教師代わり。クイズ番組好き。
鷹
ギャンブラー。裏社会と関わる噂が絶えない。
勲
中学校の体育教師。喧嘩好きのさっぱりした性格。
葵
バーを経営する元ホスト。由紀夫一家にいつも料理を作ってくれている。

## 映画
吉本興業制作・ワーナー・ブラザース映画配給により、2014年5月24日に角川シネマ新宿他全国131スクリーンで公開。岡田将生にとっては『ホノカアボーイ』（2009年）以来5年ぶりの主演映画で、伊坂作品は3作目の出演。藤井道人は本作が本格的な長編映画監督デビューとなった。

### あらすじ
高校生の由紀夫は、年も性格もバラバラな4人の父(鷹、悟、葵、勲)と暮らしている。母・知代が出張で家にいない間、自由気ままで頼りにならない4人の父と留守を預かることになり由紀夫は気が重い。高校ではクラスメイトの多恵子が、数日前から不登校になった小宮山を心配して自宅マンションに行くが会えずじまい。また由紀夫の幼なじみ・鱒二は不良集団とトラブルを起こし、それ以降街で会うと追いかけられるようになる。一方テレビでは知事選が告示され赤羽・白石の両氏による地元恒例の『紅白知事選挙』の模様がニュースで伝えられる。
ある日由紀夫家族と面識がある富田林が競馬場を新しくオープンし、鷹に誘われて葵と由紀夫が遊びに行く。店内で富田林と挨拶する弁護士風の男と連れの女を見ていた葵は、女は昔葵がいたホストクラブの元常連・梅子だと気づく。トイレに立った由紀夫は、客の会話から富田林が振り込め詐欺に引っかかり犯人を探していると知る。由紀夫は席に戻ろうとするが、弁護士風の男と梅子がイチャイチャしている隙にカバンを盗むニット帽の男を目撃。とっさに犯人を追って外に出た由紀夫だったが、不良に追われたますじと出くわし犯人を逃してしまう。
帰宅後、由紀夫はその日の出来事を4人の父に話すとカバン盗難には梅子が絡んでいると疑うが確証はない。由紀夫は小宮山の不登校を鷹に相談すると「俺は、お前のこと全部知ってるぞ」とハッタリをかませば出てくるかもと言われる。小宮山のマンションに訪れた由紀夫は、インターホン越しに鷹の言ったハッタリを試すが会話を切られてしまう。同じ頃一人で家にいた勲が物音に気づき、他の部屋を荒らす不審者を見つけるが取り逃がす。その後家族で片付けている最中由紀夫がロック制限のかかったともよのケータイを見つけ、電話を受けることはできるため預かる。
ある日ますじが不良集団から今後追わないことを条件にある小包の受け渡す仕事を依頼される。しかし当日すっぽかしたますじから由紀夫に連絡が入り、大元の依頼主が富田林と判明しますじの身の安全を確保するため由紀夫の家で匿うことに。由紀夫家族で知事選のニュースを見ていると赤羽陣営の中に弁護士風の男がいるのを目撃。そんな中梅子とニット帽の男の心中死体が発見されたため、家族で状況を整理するために話し合う。悟は、白石側が重要機密の入ったカバンを盗むために梅子を利用した後に殺し、裏社会に通じる富田林が事件に絡んでいると推理する。
ちょうどその時由紀夫の家に富田林が現れ、仕事を失敗して身を隠すますじの居場所を尋ねる。応対した鷹は振り込め詐欺の犯人を見つけたらますじを許して欲しいと富田林に交換条件を出し成立。後日多恵子から小宮山が怪しいバイトに関わっているという噂を聞いた由紀夫は、振り込め詐欺への関与を疑い自宅マンションを訪れる。部屋に入った由紀夫は軟禁されている小宮山母子を見つけるが、潜んでいた3人の男女に捕まってしまう。その後犯人の指示で家に連絡した由紀夫の様子を不審に思った4人の父は、由紀夫のピンチに気づき何とか助け出そうとする。

### キャスト
由紀夫
演 - 岡田将生
高校生。面倒くさいことが苦手でいつも不満気な表情で冷めた言動をしている。ただし押しに弱く頼まれると断れないタイプで結構お人好しな性格。4人の父について「頼りない変わり者の父たち」として位置づけている。家族でよく麻雀をしているため結構強く大人たちを負かせることもある。タイプの違う4人の父、押しの強い多恵子とトラブルメーカーのますじに振り回される。

#### 由紀夫の家族
（具体的な父たちの関係については後述）
悟（さとる）
演 - 佐野史郎
大学教授。博識で様々な物事に対する一つの考え方を由紀夫に教える。普段は冷静な考え方の持ち主だが生真面目というわけでもなく、家族で麻雀をやったり時にはバカなことにも付き合う。
鷹（たか）
演 - 河原雅彦
ギャンブラー。軽薄な性格で時々いい加減なハッタリをかます。悟とは対照的にアウトロー側から世の中のしくみなどをギャンブルに例えて由紀夫に教える。趣味はゲーム、パチンコ、麻雀などギャンブル感覚が味わえるもの。
勲（いさお）
演 - 宮川大輔
体育教師。体を使うことが得意。また子供の頃の由紀夫とますじに手旗信号を教えている。ある日から自宅に不審な車を見かけたり不審者が侵入してきたため何者かに狙われると感じる。
葵（あおい）
演 - 村上淳
一見するとただの好青年だが元ホスト。女性への扱いに慣れていて気遣いができる。料理が得意で、現在は主夫として由紀夫たちに食事を担当。由紀夫が預かったともよのケータイの表示には「葵（女好き）」と登録されている。
ともよ
由紀夫の母。恋愛に奔放な性格でいわゆる、（恋愛において）肉食系の女性。由紀夫に言わせれば40過ぎた普通のオバサンだが、由紀夫の父たちからは交際から20年近く経った今でも魅力的な女性としてベタ惚れされている。作中の映像や写真では一応登場しているが、顔が分からないよう演出されている。

#### 由紀夫に関わる主な人
多恵子
演 - 忽那汐里
由紀夫のクラスメイト。自称「由紀夫の彼女」だが、由紀夫からは交際を否定されている。色々な事に首を突っ込みたがり、ポジティブでマイペースな性格で場の空気が読めない。不登校になった同じクラスの小宮山を心配する。
ますじ
演 - 賀来賢人
由紀夫の幼なじみ。小さい頃から親しいが由紀夫とは別の高校に通う。一応正義感はあるがケンカが弱く、不良集団とトラブルを起しては由紀夫に助けを求める。おちゃらけた性格ですぐに調子に乗りやすく、責任感が弱い。
富田林（とんだばやし）
演 - 柄本明
この町でギャンブルを仕切る人物で裏社会にも通じているとされる。鷹によると苗字を馬鹿にした人は、バラバラにされるという噂があり恐れられている。ギャンブル好きの鷹が縁で由紀夫家族とは顔見知り。

#### その他
背の高い男
演 - 長江英和
ニット帽の男と共に弁護士風の男からカバンを盗む。ある時から由紀夫の動向を調べに家に訪れ、後に由紀夫を監禁する。
背の高い男の一味の女
演 - 広岡由里子
小宮山たちを人質に取る。マンションに訪ねてきた人物の様子をうかがう。常に怯えていて切羽詰まった状態のため何をしでかすか分からない怖さも持つ。
銃を持つ男
演 - 長原成樹
背の高い男たちに雇われたスナイパー。短銃と長銃で人質を脅したり、身を潜めて窓越しに外の様子を伺う。
ニット帽の男
弁護士風の男のカバンを盗む。背の高い男の仲間の一人。しかし数日後梅子と共に死体となって発見される。
赤羽将雄
知事選（通称「紅白知事選」）の立候補者の一人。鷹によるとバックに怪しいグループがついてるとのこと。
白石肇
「紅白知事選」のもう一人の立候補者。現知事。葵によると女癖が悪く、女性を妊娠させて捨てた噂がある。
下田梅子
演 - 橋本マナミ
弁護士風の男の秘書のようなことをしているが、実はハニートラップ。葵がいたホストクラブの元常連客。
梅子の元彼氏
最近まで梅子と交際していた男性。ケーキ屋の店主として働いている。
古谷
演 - 駿河太郎
富田林の部下。不良たちに指示を出す人物。無感情で淡々とした語り口だが、鉄拳制裁で不良たちから恐れられる。
不良集団の若者たち
演 - 榊原徹士
リーダーは金髪男で3人の仲間と行動を共にする。由紀夫が「ごぼうみたいなやつら」と言ったことで、由紀夫とますじから裏で「チンピラごぼう」と呼ばれている。富田林とつながりを持つ。
小宮山
演 - 奥村知史
由紀夫のクラスメイト。母とマンションで二人暮らし。2週間ほど前から突然不登校になるが、実は男たちに自宅に軟禁させられている。
小宮山の母
演 - 古村比呂
母子共に自宅マンションに軟禁されている。犯人に監視、音声マイクを付けられた状態で下手な動きができず、気をつけながら訪問者に応対する。
マンションの住人
演 - 内田慈
小宮山と同じマンションに住む女性。彼氏にフラれそうなことを悩んでいて、感情的な言動をする。
司会者
演 - 矢島健一
『クイズ$ミリオネア』に似た作中のクイズ番組『クイズ・マスター』で、回答者に出題する。

#### 4人の父について
- 元々は、ともよが由紀夫を妊娠した時に4股をしており、相手の男たちがともよと別れるぐらいなら皆で暮らすことを選択。キャストの説明などでは便宜上4人の父としているが、作中では警察から家族構成を聞かれた由紀夫が「母は未婚のシングルマザーで4人の恋人と同居している」と答えている。

- 父親同士は普段仲はいいが、誰が由紀夫に似ているかという話題になるとそれぞれが「自分こそが本当の父親だ」と無気になって主張しあう。4人は少し変わった考えや行動を取ることがあり、過去にアクションドラマの危険なシーンをマネていた所、警察官に見つかりちょっとした騒動になったこともある。

- 由紀夫は、4人の父をお父さんとは呼ばずにそれぞれ名前に「さん」付けで呼んでいる。4人の父のことを初めて知った人から一々驚かれたり、説明するのに食傷気味。4人の父は、由紀夫と接する中でそれぞれの知識や経験で培った持論を展開しながら育てている。

### スタッフ
- 監督・脚本：藤井道人
- 原作：伊坂幸太郎『オー!ファーザー』
- 音楽：森野宣彦
- 主題歌：スガシカオ「LIFE」
- 製作総指揮：奥山和由
- エグゼクティブプロデューサー：中村直史
- プロデューサー：神夏磯秀、中林千賀子
- 撮影：福本淳
- 照明：市川徳充
- 録音：尾崎聡
- 美術：福田宣
- 編集：州崎千恵子
- キャスティング：三宅はるえ
- 制作宣伝：宇野智美
- 助監督：山内健嗣
- 制作担当：天野恵子
- 企画：チームオクヤマ
- 企画協力：新潮社
- 制作プロダクション：よしもとクリエイティブ・エージェンシー
- 配給・宣伝：ワーナー・ブラザース映画
- 製作：吉本興業

### Blu-ray / DVD
2014年10月8日発売。発売・販売元はよしもとアール・アンド・シー。
- オー!ファーザー（1枚組）
  - 映像特典
    - メイキング オブ オー!ファーザー
    - 舞台挨拶映像集（第6回沖縄国際映画祭 / 完成披露試写会）
    - 劇場予告編
    - TVスポット集

  - 初回限定特典
    - オリジナル・ブックレット（12P）
    - 特製スリーブケース